# Anders Fannemel
Anders Fannemel (* 13. května 1991 Hornindal) je norský skokan na lyžích. Na svém kontě má 4 individuální vítězství. Z mistrovství světa v letech na lyžích má 1 zlatou medaili a z mistrovství světa v severské kombinaci má také 1 zlatou medaili. Jeho osobní rekord činí 251,5 m.

## Kariéra
Anders Fannemel začal se skoky na lyžích, když mu bylo 14 let. V září 2008 debutoval v Kontinentálním poháru (nižším poháru) v Lillehammeru, když obsadil dvě sedmá místa ve dvou dnech. V srpnu 2009 znovu v Kontinentálním poháru v Lillehammeru obsadil 5. a 1. místo.
V prosinci 2009, znovu v Lillehammeru, debutoval ve Světovém poháru, skončil desátý a získal své první body do celkového hodnocení světového poháru. V této sezóně 2014/15 dvakrát vyhrál závod Světového poháru a ještě pětkrát se umístil na pódiu. V této sezóně také poprvé oblékl dres vedoucího závodníka světového poháru.
Reprezentuje sportovní klVVub Hornindal IL.

## Vítězství v závodech Světového poháru
|    | sezóna    | datum             | lokace                      |
| -- | --------- | ----------------- | --------------------------- |
| 1. | 2014/15   | 13. prosince 2014 | Nizhny Tagil (Rusko)        |
| 2. | 2014/15   | 8. února 2015     | Titisee- Neustadt (Německo) |
| 3. | 2015/16   | 31. ledna 2016    | Sapporo (Japonsko)          |
| 4. | 2017/2018 | 16. prosince 2017 | Engelberg (Švýcarsko)       |